# Ctenophora (Ctenophora) tricolor
Ctenophora (Ctenophora) tricolor is een tweevleugelige uit de familie langpootmuggen (Tipulidae). De soort komt voor in het Palearctisch gebied.